# Republika Blaník
Republika Blaník je český politicko-satirický internetový seriál navazující na seriál Kancelář Blaník a film Prezident Blaník. První díl byl zveřejněn v roce 2020. Hlavní roli lobbisty Tondy Blaníka hraje Marek Daniel, jeho asistenty jsou Michal Dalecký a Halka Třešňáková. Režiséry jsou Marek Najbrt a Bohdan Sláma, scénáře vytvářejí Robert Geisler, Benjamin Tuček, Marek Najbrt, Tomáš Hodan, Jan Bartes, Milan Kuchynka a také Marek Daniel. Seriál začal být uveřejňován v týdenních intervalech na portálu YouTube.

## Děj
Děj se točí okolo vulgárního lobbisty Antonína Blaníka, který hýbe českou politikou ze své kanceláře společně se svými asistenty Lubošem „Žížalou“ Havránkem a Lenkou. Mají kontakty na všechny politiky v České a Slovenské republice a využívají toho k vlastnímu užitku. Seriál reaguje na současné politické události. 

## Tvorba a financování
První díl byl odvysílán 24. února 2020.
Seriál je (stejně jako Kancelář Blaník a Prezident Blaník) postaven na dialozích, zejména neustále telefonujícího Tondy Blaníka, a obsahuje množství narážek na aktuální českou společenskou realitu. Styl režie se přibližuje trendu mockumentary, díky využití zdánlivě amatérské kamery je vzbuzován dojem, že nejde o fikční seriál, ale spíše dokument.
Za novými díly stojí společnost 38film, kterou v roce 2020 založil režisér Marek Najbrt a producent Milan Kuchynka.
Díly vznikají za finanční podpory Martina Moravce, zakladatele a většinového majitele sítě drogerií Teta. Tvůrce seriálu Marek Najbrt uvedl: „Jako tvůrci a autoři původního námětu jsme se rozhodli osamostatnit a nespolupracovat na uvedení nových dílů s žádnou renomovanou společností. Tondův další život mapujeme sami za sebe".

## Postavy a obsazení
| Marek Daniel     | Antonín „Tonda“ Blaník, lobbista a majitel Kanceláře Blaník |
| Michal Dalecký   | Luboš „Žížala“ Havránek, Blaníkův asistent                  |
| Halka Třešňáková | Lenka, Blaníkova sekretářka                                 |